# Niedźwiedź (gmina)
Pour les articles homonymes, voir Niedźwiedź.
Niedźwiedź est une gmina rurale du powiat de Limanowa, Petite-Pologne, dans le sud de la Pologne. Son siège est le village de Niedźwiedź, qui se situe environ 21 km à l'ouest de Limanowa et 51 km au sud de la capitale régionale Cracovie.
La gmina couvre une superficie de 74,44 km2 pour une population de 6 757 habitants.

## Géographie
La gmina inclut les villages de Konina, Niedźwiedź, Podobin et Poręba Wielka.
La gmina borde la ville de Mszana Dolna et les gminy de Kamienica, Mszana Dolna, Nowy Targ et Rabka-Zdrój.